# Землетрясение в Петрине (2020)
Землетрясение в Петрине — землетрясение магнитудой 6,3 по шкале Рихтера, произошедшее на территории хорватского города Петриня 29 декабря 2020 года около 12:19 дня по Центральноевропейскому времени. Помимо Петрини землетрясение затронуло другие районы Хорватии, Боснии и Герцеговины а также Словении. В результате катастрофы пострадали 26 человек, 7 погибло. Очаг залегал на глубине 5 км, ранее сообщалось о 10-километровой глубине.
По оценке геологической службы США, это самое сильное землетрясение, произошедшее в Хорватии с момента появления современных методов измерения сейсмических толчков.
Хорватия объявила 2 января 2021 года Национальным днем траура в честь жертв этого землетрясения.

## История
Накануне город также ощутил несколько толчков, но меньшей силы. Жители соседних стран также сообщали о ощущениях землетрясения. 
В результате землетрясения в большей части города отключилось энергоснабжение, трамваи встали, на улицах образовались скопления людей и протяженные пробки. Также были повреждены несколько зданий в городе Петриня. Землетрясение также вызвало остановку атомной электростанции Кршко (хорв. Krško) в Словении. После последнего толчка в пострадавший город направились порядка 300 военнослужащих армии Хорватии. Мэр города заявил, что половина города была разрушена.
СМИ также сообщали, что в результате подземных толчков в находившихся рядом с эпицентром городах сильно пострадали здания местных больниц. В том числе те, где на лечении находятся люди, заболевшие COVID-19. Медицинские службы сейчас разрабатывают план эвакуации особо тяжелых больных.
Власти Хорватии заявили, что выделят около 120 миллионов евро пострадавшим районам. 110 миллионов хорватских кун будет выделено из государственного бюджета, а 10 миллионов — из Фонда охраны окружающей среды.
Премьер-министр Хорватии Андрей Пленкович заявил, что большая часть центра города находится в «красной зоне». В казарме Петрини было развернуто 500 мест для ночлега людей, которые не могут вернуться к себе домой, и еще 100 в гостинице.
6 января в 17:01 по всемирному координированному времени произошло очередное землетрясение магнитудой 4,9. Эпицентр подземных толчков располагался в шести километрах к юго-западу от города Петриня. Очаг залегал на глубине десяти километров.

## Международная помощь
- Правительство Албании выделило 250.000 евро на гуманитарную помощь и будущую реконструкцию Петрини[11].
- Босния и Герцеговина выделило две группы защиты и спасения: группу Федерального управления гражданской защиты с 42 спасателями и группу республиканского Управления гражданской защиты Республики Сербской с 18 спасателями, которые будут направлены в пострадавший район[12].
- Правительство Болгарии заявило, что направит 100.000 евро на реконструкцию двух зданий, имеющих значительную культурную ценность для болгарского народа в Хорватии[13].
- Кабинет министров Северной Македонии направит около 120.000 евро[14].
- Правительство Сербии выделило 1 миллион евро на возмещение ущерба от землетрясения[15].

Многие страны выразили озабоченность. Такие страны как: Украина, Финляндия, Греция, Италия, Черногория, Румыния, Словения и Турция и другие предложили свою помощь.

## Галерея

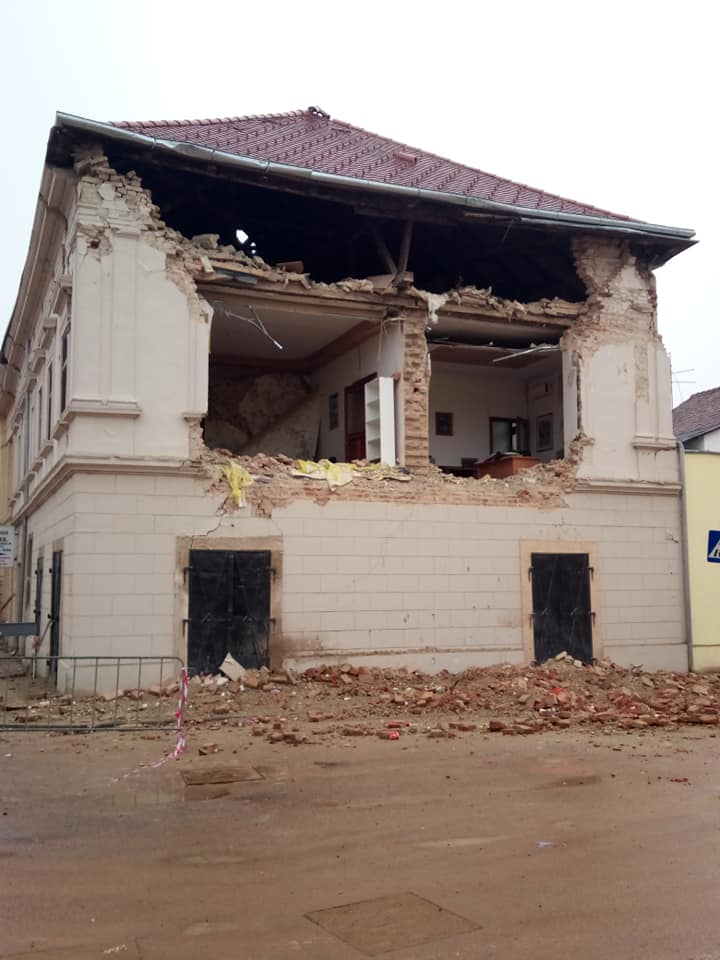
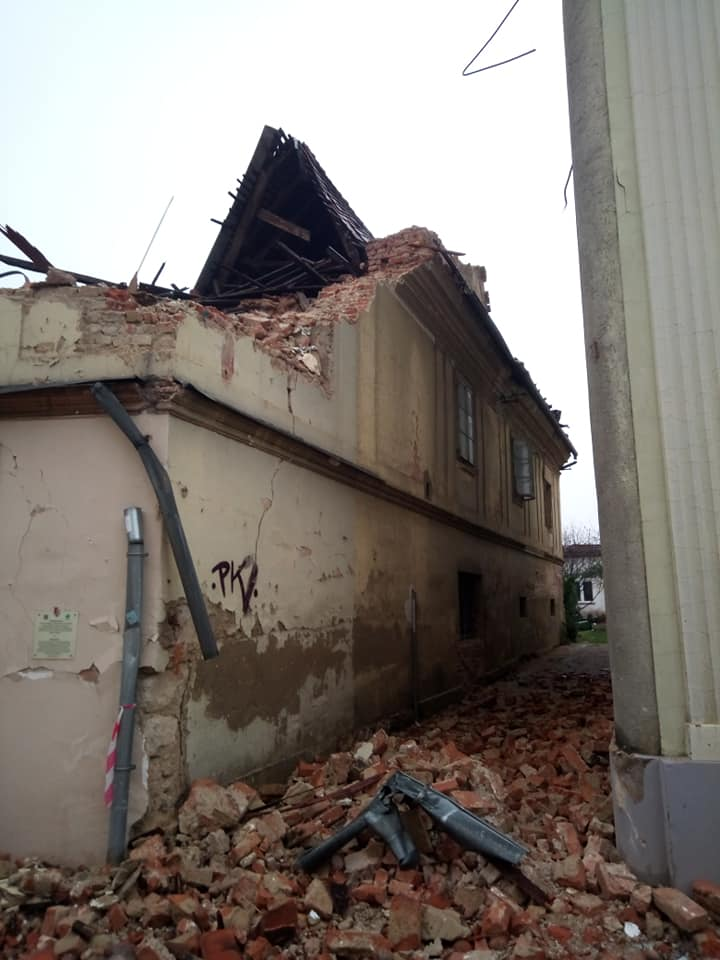
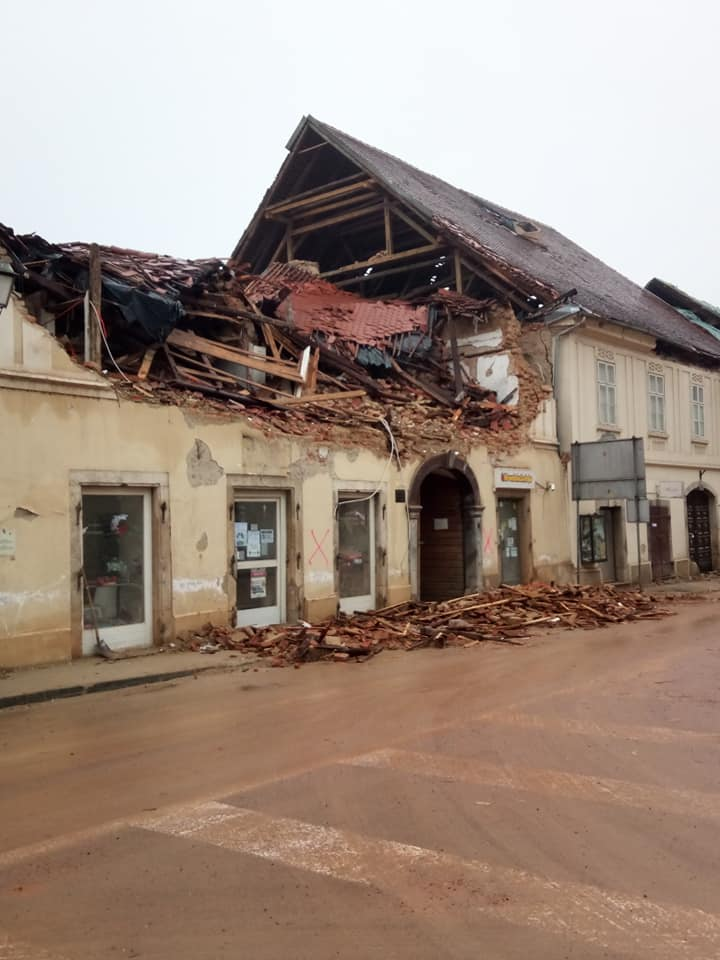
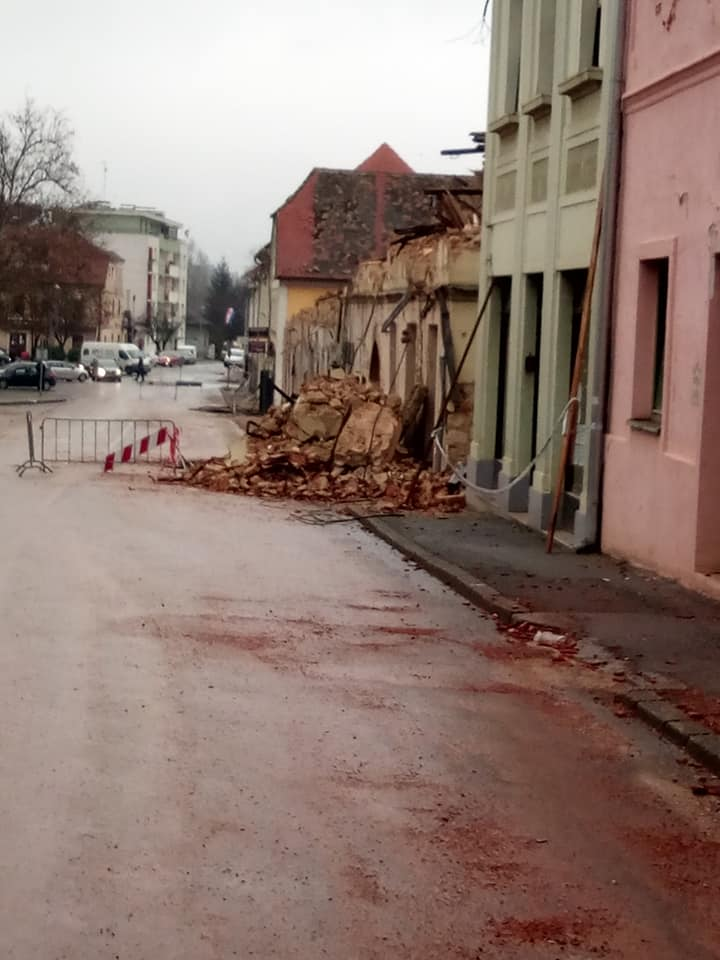
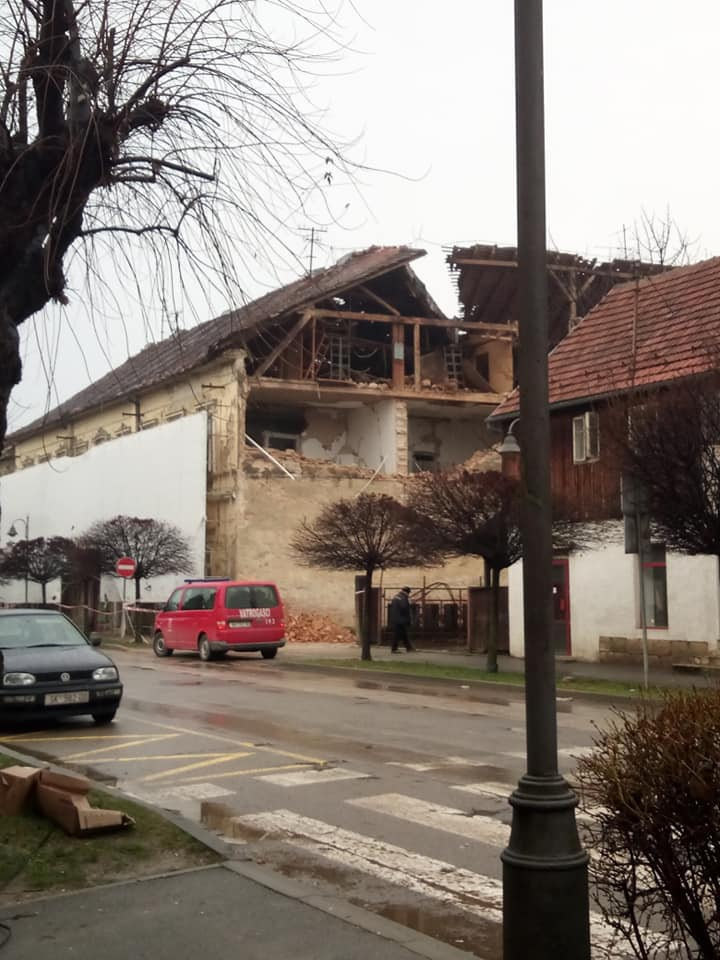